# Cipressino
Il Cipressino (Olea europea "Cipressino") è una cultivar di olivo che cresce in Italia, usato spesso come albero frangivento, per cui viene appunto chiamata frangivento.

## Caratteristiche

### Generalità
Ha iniziato a diffondersi negli anni sessanta del Novecento nella zona di Pietrafitta di Palagiano, in Puglia, da cui gli viene un altro nome: Olivo di Pietrafitta. Oggi è utilizzata più per i suoi frutti che per la sua funzione di frangivento ed è coltivato ad esempio in Sardegna.
La pianta ha chioma fitta e densa dal tipico portamento assurgente; ciò, oltre alla crescita piuttosto veloce, la rende adatta a sesti d'impianto stretti, a forme di allevamento particolari come il siepone ed alla raccolta meccanica. Resiste bene ai venti salmastri.

### Fiori e frutti
L'infiorescenza è media sia in lunghezza che per numero di mignole; tuttavia è molto alto l'aborto ovarico: 50-60%. 
L'oliva ha una maturazione scalare (novembre-dicembre) ed è predisposta agli attacchi della mosca olearia. Viene ben impollinata da Moraiolo, Maurino, Frantoio, Leccino.

### Produzione e olio
Produttività abbastanza buona e costante; resa in olio 15-17%. L'olio, giallo oro con riflessi verde chiaro, ha un gusto fruttato ma sapido e un po' piccante.